# 평택송화초등학교
평택송화초등학교는 대한민국 경기도 평택시에 있는 공립 초등학교이다.

## 학교 연혁
- 2005. 03. 01 : 평택송화초등학교 개교(10학급, 유치원 1학급편성)
- 2007. 03. 01 : 경기도교육청지정 방과후시범학교운영 보고
- 2008. 11. 11 : 영어체험센터 개관식
- 2009. 04. 01 : 전자도서관 개원
- 2009. 10. 01 : 제2보육실(꿈사랑방) 지정
- 2010. 05. 01 : 제3보육실(꿈누리방) 지정 및 운영
- 2011. 03. 01 : 도움반 1학급 설치인가
- 2011. 09. 01 : 제3대 고봉희 교장 부임
- 2011. 10. 01 : Wee 클래스 설치
- 2011. 12. 01 : 학교숲 조성
- 2013. 02. 15 : 2012학년도 제8회 졸업식(졸업생43명) 누적졸업생 총282명
- 2013. 03. 01 : 초등 22학급(특수1포함), 유치원 1학급 편성
- 2013. 05. 01 : 운동장 캐노피 설치
- 2013. 09. 01 : 제4대 유종철교장 부임
- 2014. 02. 14 : 2013학년도 제9회 졸업식(69명, 누적졸업생 총 352명)
- 2014. 03. 01 : 초등 23학급(도움반 1학급 포함), 유치원 1학급 편성